# Ippolito Amicarelli
Ippolito Amicarelli (Agnone, 10 agosto 1823 – Napoli, 24 febbraio 1889) è stato un politico italiano.
È stato deputato dell'VIII legislatura del Regno d'Italia.